# دلفين مداري منقط
دلفين مداري منقط (الاسم العلمي: Stenella attenuata) (بالإنجليزية: Pantropical spotted dolphin)‏ هو نوع من الثدييات يتبع جنس الدلفين المنقط من فصيلة الدلافين المحيطية.